# Kris Chucko
Kris Chucko (né le 13 mars 1986 à Burnaby, dans la province de la Colombie-Britannique au Canada) est un joueur canadien de hockey sur glace.

## Carrière de joueur
Après deux saisons avec les Silverbacks de Salmon Arm de la Ligue de hockey de la Colombie-Britannique, il fut repêché par les Flames de Calgary en 2004. Il choisit par contre de se joindre aux Golden Gophers de l'Université du Minnesota. Il y joua deux saisons avec de faire ses débuts professionnels avec le club-école des Flames, les Ak-Sar-Ben Knights d'Omaha lors de la saison 2006-2007. Il suivit le club lorsque celui-ci déménagea avant le début de la saison 2007-2008 et devint les Flames de Quad City.
Il annonce sa retraite en octobre 2011 à la suite de commotions cérébrales qui ont affecté ses deux dernières saisons.

## Statistiques
| Saison    | Équipe                      | Ligue |    | Saison régulière | Saison régulière | Saison régulière | Saison régulière | Saison régulière |    | Séries éliminatoires | Séries éliminatoires | Séries éliminatoires | Séries éliminatoires | Séries éliminatoires |
| Saison    | Équipe                      | Ligue | PJ | B                | A                | Pts              | Pun              | PJ               | B  | A                    | Pts                  | Pun                  |                      |                      |
| 2002-2003 | Silverbacks de Salmon Arm   | LHCB  | 59 | 14               | 19               | 33               | 80               | -                | -  | -                    | -                    | -                    |                      |                      |
| 2003-2004 | Silverbacks de Salmon Arm   | LHCB  | 53 | 32               | 55               | 87               | 161              | 14               | 10 | 10                   | 20                   | 36                   |                      |                      |
| 2004-2005 | Golden Gophers du Minnesota | NCAA  | 44 | 10               | 11               | 21               | 61               | -                | -  | -                    | -                    | -                    |                      |                      |
| 2005-2006 | Golden Gophers du Minnesota | NCAA  | 33 | 4                | 9                | 13               | 40               | -                | -  | -                    | -                    | -                    |                      |                      |
| 2006-2007 | Ak-Sar-Ben Knights d'Omaha  | LAH   | 80 | 14               | 14               | 28               | 84               | 6                | 0  | 0                    | 0                    | 2                    |                      |                      |
| 2007-2008 | Flames de Quad City         | LAH   | 80 | 15               | 15               | 30               | 38               | -                | -  | -                    | -                    | -                    |                      |                      |
| 2008-2009 | Flames de Quad City         | LAH   | 74 | 28               | 23               | 51               | 59               | -                | -  | -                    | -                    | -                    |                      |                      |
| 2008-2009 | Flames de Calgary           | LNH   | 2  | 0                | 0                | 0                | 2                | -                | -  | -                    | -                    | -                    |                      |                      |
| 2009-2010 | Heat d'Abbotsford           | LAH   | 41 | 9                | 9                | 18               | 56               | -                | -  | -                    | -                    | -                    |                      |                      |
| 2010-2011 | Heat d'Abbotsford           | LAH   | 2  | 0                | 0                | 0                | 2                | -                | -  | -                    | -                    | -                    |                      |                      |